# Merkur (odrůda jablek)
Merkur (Malus domestica 'Merkur') je ovocný strom kultivar druhu jabloň domácí z čeledi růžovitých. Řadí se mezi zimní odrůdy jabloní s jasně červenými plody. Pro její odolnost proti houbovým chorobám je vhodná pro ekologické pěstování bez chemické ochrany.